# Peter Ostermann
Peter Ostermann (* 26. Mai 1939 in Qullissat; † 19. Juli 2011) war ein grönländischer Politiker (Atassut) und Polizist.

## Leben
Peter Ostermann war der Sohn des Handelsverwalters Hendrik Ostermann und seiner Frau Zebora Mikiassen († 1944). Er besuchte die Efterskole in Aasiaat und anschließend die Realschule in Nuuk. Er arbeitete ab 1960 als Polizist. Am 10. November 1962 heiratete er die Hebamme Olivia Hansen (* 1942), mit der er drei Kinder großzog.
Peter Ostermann in der Gemeinde Qaqortoq im Gemeinderat tätig. Bei der Parlamentswahl 1979 wurde er ins erste Inatsisartut gewählt. Im selben Jahr kandidierte er auch bei der Folketingswahl 1979, wurde da aber nicht gewählt. Bei der Folketingswahl 1981 kandidierte er ebenfalls, unterlag aber wieder. Dafür wurde er bei den Parlamentswahl 1983 und 1984 erneut ins Inatsisartut gewählt. Bei der Folketingswahl 1984 scheiterte er hingegen wieder. 1987 wurde er wieder ins Inatsisartut gewählt. Bei den Folketingswahlen 1987 und 1988 war er Erster Stellvertreter des gewählten Otto Steenholdt, bevor er 1990 wieder erfolglos selbst antrat. Bei der Parlamentswahl 1991 wurde er zum fünften Mal in Folge ins Inatsisartut gewählt. Bei der Folketingswahl 1994 trat er wieder als Otto Steenholdts Stellvertreter an. 1995 kandidierte er wieder für das Inatsisartut und konnte seinen Sitz erneut verteidigen. Bei der Wahl 1999 konnte er nicht mehr genügend Stimmen erreichen und schied aus dem Parlament aus.
Von 1995 bis 1997 war er Aufsichtsratsvorsitzender von Pisiffik. Am 4. Juni 1997 wurde er mit dem Nersornaat in Silber ausgezeichnet. Er starb 2011 im Alter von 72 Jahren.